# Carlos Haymhausen
Karl von Haimhausen, conocido en Chile por su nombre castellanizado Carlos Haymhausen, fue un sacerdote jesuita nacido en Múnich (Sacro Imperio Romano Germánico) el 28 de mayo de 1692, el segundo hijo de los Condes de Haimbhausen, parientes de la casa de Austria. Además de hablar varios idiomas, era un destacado matemático y físico teórico y experimental, además de poseer una gran habilidad para el acuñamiento y grabado de metales.

## Biografía
Se unió a la Compañía de Jesús a los 19 años de edad. Luego de cursar con excelencia sus estudios, es enviado a los 32 años como misionero a Chile. No valieron los ruegos de su familia y amistades para persuadirlo de viajar.
Ya en Chile fue un gran predicador, y un eminente catedrático del Colegio Máximo de San Miguel (institución jesuita creada en 1594), donde dicta la cátedra de Teología. Es nombrado Administrador de la provincia jesuítica de Chile, con la responsabilidad de que las plantaciones y haciendas jesuitas fueran autosustentables, tanto económicamente como en su ampliación y consolidación. Su administración fue tan destacada que, por ejemplo, La Hacienda Calera de Tango más que duplicó sus ingresos bajo su gestión.
En 1740 fue nombrado procurador general de la Compañía, por lo que debió trasladarse a Roma en un viaje que le tomó 7 años. Como procurador, Haymhausen estaba encargado de reclutar en Europa hermanos y sacerdotes dispuestos ayudar en la tarea evangelizadora en Chile. Los procuradores anteriores se habían encargado de buscar humanistas y teólogos de renombre, pero él se preocupó de traer artesanos de calidad. Al volver a Chile en 1748 vino acompañado de además de cuarenta hermanos coadjudadores, entre los que se incluyen carpinteros, fundidores, relojeros, plateros, fabricantes de molinos y campanas, pintores, boticarios, tejedores, además de otros oficios. El trabajo que realizaron aún puede verse en, por ejemplo, la Catedral Metropolitana de Santiago.
Su cargamento también incluía una ‘imprenta de libros’, que después de la expulsión de la orden jesuita pasó a propiedad de la Real Universidad de San Felipe, y una considerable cantidad de objetos y libros de música comprados en Múnich. No obstante, no existe registro en el incunable chileno de impresos realizados por estos religiosos.
En Chile el padre Haymbhausen y sus hermanos construían “Órganos de Coro”, fabricados completamente en la Hacienda de Calera de Tango, de los cuales sobreviven el Órgano de la Catedral de Santiago, y el del Monasterio de las Monjas Benedictinas de Rengo. Los relojes fabricados por los artesanos traídos por él eran también de calidad sobresaliente, tanto que algunos fueron vendidos a Europa, e incluso uno fue donando al Rey de Portugal (casado con una prima del padre Haymbhausen).
Falleció casi al cumplir 75 años, el 7 de abril de 1767, víctima de la enfermedad de la gota, el mismo año de la expulsión de la orden de los territorios españoles.